# Грошова економіка
Грошова економіка (англ. Monetary economy) — економіка, в якій гроші є засобом обігу (англ. medium of exchange). В наші дні господарство, засноване на бартері (barter), зустрічається дуже рідко.
Поняття грошової економіки запропонував Дж. М. Кейнс в одній зі своїх статей, опублікованих до видання його «Загальної теорії зайнятості, відсотка і грошей». У такій економіці, як він зазначав, "… гроші грають свою особливу самостійну роль, вони впливають на мотиви поведінки, на рішення, що приймаються … і тому неможливо передбачити хід подій ні на короткий, ні на тривалий термін, якщо не розуміти того, що буде відбуватися з грошима протягом аналізованого періоду. Грошова економіка, за Дж. М. Кейнсом, є метафорою сучасних економічних систем західних країн і, при цьому, функціонує абсолютно не так, як економіка реального обміну. На жаль, ні Дж. М. Кейнс, ні його послідовники не ставили питання про походження грошової економіки.

## Історія

Графік пропозиції та попиту, що ілюструє
наслідки збільшення попиту.

Серйозний інтерес до концепцій, що стоять за грошима, виник під час драматичного періоду інфляції, відомою під назвою «Цінова революція», під час якої цінність золота різко падала, іноді коливаючись, внаслідок ввезення золота з Нового Світу, насамперед Іспанії.
Наприкінці цього періоду почали з'являтися перші сучасні тексти з грошової економіки.
У 1705 році Джон Ло в Шотландії опублікував «Гроші та торгівлю», де розглянуто провал металевих грошей протягом останніх 150 років, і запропонував замінити його земельною системою паперових грошей на основі вартості нерухомості. Хоча йому вдалося здійснити цю пропозицію на практиці, але він не зміг достатньо серйозно поставитися до уроків іспанської цінової революції, і його банк не вдався, бульбашка спекуляцій переросла в екстремальну інфляцію.
Потім, у 1720 р., Ісаак Гервейз написав «Систему або теорію торгівлі всесвітнього світу», звинувативши меркантилізм і підтримку держави в інфляційних проблемах своєї епохи, роблячи це ретельно, науково та дотримуючись 21-го століття .
Делла Монета, був опублікований Фердінандо Галіані в 1751 році і, можливо, є першим сучасним текстом з економічної теорії. Це було 25 років до знаменитої книги Адама Сміта "Багатство народів", останнє з яких торкнулося тих самих тем.
Делла Монета охоплює всі основні сучасні монетарні концепції, включаючи вартість, походження та регулювання грошей. Ймовірно, через попередній період ненадійної грошової оцінки, він ретельно вивчив можливі причини коливань грошей.
Протягом цього ж століття концепція банкнот стала ще більш поширеною в Європі. Девід Х'юм називав його "новим винаходом паперу" [9]. У своїй власній книзі, опублікованій наступного року після Галіані Торговельного балансу, Юм стверджує, що не потрібно турбуватися про імпорт або експорт товарів, що створюють надлишок або дефіцит грошей або товарів, оскільки надлишок або дефіцит грошей завжди буде Збільшення або зменшення попиту до досягнення рівноваги. У сучасному економічному плані це рівновага існує через механізм потоку цін.

## Характеристика грошової економіки
Вже згадана система досить специфічна і має ряд особливостей:
- У грошовій економіці виробничий процес заснований на активах, які можна експлуатувати тривалий час. Тут мова йде про звичні нам споруди, машини, устаткування, інвентар та інше. Ця характеристика означає, що все виробництво затягнуте в часі, але воно повністю забезпечено технічною складовою, а це є символом розвиненості системи.
- Виробництво орієнтується на потреби ринку. Тобто виготовлення продукції направлено не тільки на отримання прибутку, а й на задоволення попиту споживачів.
- Децентралізація. Іншими словами, всі рішення, що стосуються фінансів і виробничих питань, приймає керівництво кожного окремого підприємства. Тобто в такій економіці відсутній центральний управлінський орган, який може диктувати господарюючим суб'єктам умови роботи та інше.
- Невизначеність майбутнього. Ця особливість є наслідком трьох попередніх характеристик. Майбутнє в грошовій економіці погано піддається прогнозам, тому як виробничі процеси розтягнуті, а рішення керівництв підприємств суб'єктивні. З цієї причини ніхто не може з точністю визначити, що станеться з системою в майбутніх періодах.
- Формування інститутів для підтримки діяльності системи.[3]

## Економіка повноцінних грошей
Гроші, які займають особливе місце в даній системі, повинні мати певні властивості. До них варто віднести абсолютну ліквідність в часі і просторі. Це означає, що в будь-який момент кожне підприємство готове обміняти будь-які блага на певну кількість грошових коштів. Саме в цьому полягає суть ліквідності - здатність швидко обертатися і зберігати свою цінність. Таким чином, всі ті гроші, які не підходять під цю характеристику, не можна назвати повноцінними.
Як приклад таких засобів можна привести такі активи:
Активи, ціна яких падає по відношенню до цін інших активів. До цієї категорії можна віднести готівку, які втрачають свою купівельну спроможність через інфляційних процесів.
Активи, які втрачають властивість обміну на інші блага. Сюди можна віднести зобов'язання підприємств, які поступово втрачають свою фінансову стабільність.
Активи, які не можуть виступати засобом платежу в будь-який час.
Ефективна діяльність фірм і правильне функціонування грошової економіки можливо лише в тому випадку, якщо вони побудовані на повноцінних грошах. Також вкрай необхідна просунута технічна оснащеність, орієнтування виробників на потреби споживачів, а також наявність контрольного органу, який зможе забезпечувати правове регулювання всіх питань.
Право керівників підприємств одноосібно приймати рішення також служить рушійним механізмом і важливим елементом такої системи. Воно дозволяє власникам нарощувати темпи і обсяги виробництва на свій розсуд, розпоряджатися асортиментом і якістю продукції, визначати основні напрямки діяльності.

## Проблеми грошової економіки
Зрозуміло, жодна складна система не може стати ідеальною. В рамках грошової економіки виникає безліч труднощів, для подолання яких потрібні не тільки витрати, але і час.
Першою і найголовнішою проблемою є коливання ступеню впевненості підприємств в існуючій системі. Залежно від змін в різних сферах життя (соціальній, політичній, економічній та інших) будуть трансформуватися і очікування учасників ринку.
Зростання невизначеності тягне за собою збільшення прагнення купувати активи тривалого використання як гарантії безпеки. В таких умовах скорочуються вкладення в сам виробничий процес, оборотні кошти, а це тягне за собою підвищення рівня безробіття, кризи на внутрішньому ринку, фінансову нестабільність навіть в макроекономічному масштабі.
До спроб знизити невизначеність вдаються приватні організації, які можуть контролювати ціни на певні активи, і банки, в руках яких знаходяться значні обсяги фінансових інструментів. Однак, як правило, їх дії призводять до ще більш різкого збільшення попиту на гроші і зниження впевненості учасників ринку в економіці.
Можна сказати, що грошова економіка приречена на подібні проблеми, тому як усунути їх в сучасних умовах немає можливості. Така система далека від ідеалу і страждає від безлічі труднощів.

## External links
- Journal of Money, Credit and Banking
- Journal of Monetary Economics [Архівовано 2 листопада 2011 у Wayback Machine.]
- NBER Working Papers: Links to JEL classes of abstracts or downloads for Macroeconomics and Monetary Economics [Архівовано 11 вересня 2017 у Wayback Machine.], including:

(JEL: E4) Money and Interest Rates [Архівовано 23 жовтня 2016 у Wayback Machine.]
(JEL: E5) Monetary Policy, Central Banking, and the Supply of Money and Credit [Архівовано 11 вересня 2017 у Wayback Machine.]
Presentation of Money, credit and finance an slideshow [Архівовано 13 січня 2014 у Wayback Machine.]
What is money? an slideshow http://www.slideshare.net/MitchGreen/lesson-1-what-is-money#btnNext [Архівовано 21 грудня 2016 у Wayback Machine.]
[[Категорія:Macroeconomics and monetary economics}}
1. ↑  Денежная экономика - это... Что такое Денежная экономика?. Словари и энциклопедии на Академике (російською) . Процитовано 17 липня 2017.
2. ↑  Денежная экономика как основной «предметный мир» посткейнсианской (PDF) (російською) . Архів оригіналу (pdf) за 15 серпня 2017. Процитовано 17 липня 2017.
3. 1 2  Денежная экономика. Стратегии торговли на фондовом и валютном рынке. Аналитика и новости компаний. Обучение трейдингу. (рос.). 2 червня 2015. Архів оригіналу за 14 червня 2021. Процитовано 17 липня 2017.